# Vou Ter Que Me Virar
Vou Ter Que Me Virar é o nono álbum de estúdio da banda Fresno, que foi lançado em 5 de novembro de 2021. Com onze faixas produzidas pelo próprio vocalista, Lucas Silveira, o álbum foi gravado durante a pandemia e conta com uma sonoridade bem moderna para o rock, juntando letras que misturam melancolia com um sentimento de coragem e esperança. Antes de ser lançado oficialmente, o disco passou por 42 versões diferentes antes de chegar no resultado final.
Lucas expressou sua gratidão ao afirmar que as expectativas com a turnê do disco e a recepção do álbum em si foram superadas. Ele destacou que estava sendo melhor momento que a banda já tinha vivido, atribuindo isso ao resultado positivo apresentado, ao alcance alcançado nos shows e à aceitação geral do público. Também enfatizou que estão colhendo os frutos de anos de trabalho árduo, o que tornava aquele momento ainda mais gratificante para a banda.
A arte do disco foi feita por um técnica analógica chamada cianotipia que deixa as fotos com um aspecto azulados. “A cianotipia é um negócio "200%" analógico e a nossa música é muito isso, gravamos de maneira digital no computador, mas no fim utilizamos diversas coisas pra devolver essa ‘sujeira’ pra ela.”, diz Lucas. A versão digital e física do álbum receberam capas distintas, ambas feitas com essa técnica.
Lucas explicou que após concluir um álbum, o cérebro tende a esvaziar e abrir espaço para novas atividades. Ele mencionou que, após finalizarem o álbum "Sua Alegria Foi Cancelada", surgiram outras músicas. Lucas também compartilhou que já estava trabalhando em “Já Faz Tanto Tempo” um ano antes, ainda destaca que ela remete a sonoridade dos anos 1980.
O vocalista enfatiza que a verdadeira identidade da Fresno está enraizada na liberdade criativa que eles desfrutam. Ele explica que como banda, não se prendem a ideias convencionais sobre o que deve ser uma música de sucesso, como faziam na época da gravadora. Em vez disso, concentram-se em criar música que seja verdadeira e significativa para eles, sem a pressão de buscar constantemente o próximo grande hit. Para eles, o sucesso está em criar músicas sinceras que ressoem com sua essência como banda, em vez de tentar forçar uma identidade artificialmente diferente apenas para se destacarem.
Gravado durante a pandemia, o grupo não pode estar reunido numa mesma sala, sendo assim, cada um teve que gravar diretamente de suas respectivas casas. Lucas Silveira destaca que o álbum foi “construído no estúdio”, proporcionando liberdade para experimentação nos formatos e uma abordagem menos convencional na execução musical. Isso permitiu explorar diversas sonoridades que não seriam alcançadas de outra forma.
De acordo com a banda, o álbum passou por 42 versões antes de chegar à versão final. Guerra, baterista da banda, destacou que esse processo não foi difícil, mas sim prazeroso, pois não havia a pressão de lançar o álbum imediatamente. Ele ressaltou que revisar e refinar as músicas não foi desgastante, pois acreditavam que isso resultaria em um produto final de alta qualidade. A ênfase estava em garantir que o álbum fosse excelente e satisfatório para eles mesmos antes de lançá-lo para o público.
Todas as faixas escritas e compostas por Lucas Silveira, exceto as indicadas. 
| N.º            | Título                                               | Composição                       | Duração  |  |
| 1.             | "Vou Ter Que Me Virar"                               |                                  | 3:36     |  |
| 2.             | "FUDEU!!!"                                           | Lucas Silveira, Arthur Joly      | 2:44     |  |
| 3.             | "Casa Assombrada"                                    |                                  | 3:49     |  |
| 4.             | "Já Faz Tanto Tempo (feat. Lulu Santos)"             |                                  | 3:12     |  |
| 5.             | "ELES ODEIAM GENTE COMO NÓS"                         |                                  | 3:32     |  |
| 6.             | "AGORA DEIXA"                                        | Lucas Silveira, Mario Camelo     | 3:46     |  |
| 7.             | "Caminho Não Tem Fim"                                |                                  | 5:31     |  |
| 8.             | "Essa Coisa (Acorda - Trabalha - Repete - Mantém)"   |                                  | 5:04     |  |
| 9.             | "Tell Me Lover (feat. Scarypoolparty & Yvette Young" | Lucas Silveira, Alejandro Aranda | 4:06     |  |
| 10.            | "6H34 (NEM LIGA GURIA)"                              |                                  | 3:19     |  |
| 11.            | "Grave Acidente"                                     |                                  | 5:09     |  |
| Duração total: | Duração total:                                       | Duração total:                   | 43min53s |  |

## Créditos
Lucas Silveira - Guitarra, baixo e Voz
Gustavo Mantovani - Guitarra
Thiago Guerra - Bateria
Mario Camelo - Teclado